# NGC 2995
NGC 2995 é um asterismo na direção da constelação de Vela. O objeto foi descoberto pelo astrônomo John Herschel em 1837, usando um telescópio refletor com abertura de 18,6 polegadas. 